# Relations entre Saint-Christophe-et-Niévès et l'Union européenne
Les relations entre Saint-Christophe-et-Niévès et l’Union européenne sont à la fois bilatérales et régionales, avec la Communauté d'États latino-américains et caraïbes et la Communauté caribéenne. De plus, Saint-Christophe-et-Niévès fait partie des pays ACP.

## Sources

## Compléments